# Кэннин
Кэннин (яп. 建仁 кэннин) — девиз правления (нэнго) японского императора Цутимикадо, использовавшийся с 1201 по 1204 год .

## Продолжительность
Начало и конец эры:
- 13-й день 2-й луны 3-го года Сёдзи (по юлианскому календарю — 19 марта 1201);
- 20-й день 2-й луны 4-го года Кэннин (по юлианскому календарю — 23 марта 1204).

## Происхождение
Название нэнго было заимствовано из 10-го цзюаня классического древнекитайского сочинения Вэньсюань:「竭智付賢者、必建仁策」.

## События
даты по юлианскому календарю
- 1201 год (1-й год Кэннин) — на регион Канто обрушились ураган с ливнем, сменившиеся неурожаем[5];
- 1202 год (1-я луна 2-го года Кэннин) — скончался Минамото-но Ёсисигэ (яп. 源 義重)[6];
- 1202 год (7-я луна 2-го года Кэннин) — Минамото-но Ёрииэ поднялся по придворной лестнице до второго ранга второго класса; он стал 2-м сёгуном сёгуната Камакура[6];
- 1202 год (7-я луна 2-го года Кэннин) — Ходзё Ясутоки женился на дочери Миуры Ёсимуры, который был сыном Миуры Ёсидзуми[5];
- 1202 год (10-я луна 2-го года Кэннин) — скончался найдайдзин Минамото-но Мититика в возрасте 54 лет; освободившуюся должность занял дайнагон Фудзивара-но Такатада[6];
- 1202 год (2-й год Кэннин) — по указу сёгуна Минамото-но Ёрииэ, преподобный Эйсай основан храм Кэннин-дзи школы Риндзай[7];
- 1203 год (7-я луна 3-го года Кэннин) — сёгун Ёрииэ тяжело заболел[5];
- 1203 год (9-я луна 3-го года Кэннин) — Ёрииэ постригся в буддийские монахи, и император назначил 3-м сёгуном Минамото-но Санэтомо; Ходзё Токимаса стал сиккэном (регентом) Санэтомо[8].

## Сравнительная таблица
Ниже представлена таблица соответствия японского традиционного и европейского летосчисления. В скобках к номеру года японской эры указано название соответствующего года из 60-летнего цикла китайской системы гань-чжи. Японские месяцы традиционно названы лунами.
| 1-й год Кэннин (Металлический Петух) | 1-я луна        | 2-я луна*  | 3-я луна* | 4-я луна  | 5-я луна* | 6-я луна  | 7-я луна* | 8-я луна   | 9-я луна    | 10-я луна  | 11-я луна*              | 12-я луна     |                |
| ------------------------------------ | --------------- | ---------- | --------- | --------- | --------- | --------- | --------- | ---------- | ----------- | ---------- | ----------------------- | ------------- | -------------- |
| Юлианский календарь                  | 5 февраля 1201  | 7 марта    | 5 апреля  | 4 мая     | 3 июня    | 2 июля    | 1 августа | 30 августа | 29 сентября | 29 октября | 28 ноября               | 27 декабря    |                |
| 2-й год Кэннин (Водяная Собака)      | 1-я луна*       | 2-я луна   | 3-я луна* | 4-я луна* | 5-я луна  | 6-я луна* | 7-я луна* | 8-я луна   | 9-я луна    | 10-я луна  | 10-я луна* (високосная) | 11-я луна     | 12-я луна      |
| Юлианский календарь                  | 26 января 1202  | 24 февраля | 26 марта  | 24 апреля | 23 мая    | 22 июня   | 21 июля   | 19 августа | 18 сентября | 18 октября | 17 ноября               | 16 декабря    | 15 января 1203 |
| 3-й год Кэннин (Водяная Свинья)      | 1-я луна*       | 2-я луна   | 3-я луна* | 4-я луна* | 5-я луна* | 6-я луна  | 7-я луна* | 8-я луна   | 9-я луна    | 10-я луна* | 11-я луна               | 12-я луна     |                |
| Юлианский календарь                  | 14 февраля 1203 | 15 марта   | 14 апреля | 13 мая    | 11 июня   | 10 июля   | 9 августа | 7 сентября | 7 октября   | 6 ноября   | 5 декабря               | 4 января 1204 |                |
| 4-й год Кэннин (Деревянная Крыса)    | 1-я луна        | 2-я луна*  | 3-я луна  | 4-я луна* | 5-я луна* | 6-я луна* | 7-я луна  | 8-я луна*  | 9-я луна    | 10-я луна* | 11-я луна               | 12-я луна     |                |
| Юлианский календарь                  | 3 февраля 1204  | 4 марта    | 2 апреля  | 2 мая     | 31 мая    | 29 июня   | 28 июля   | 27 августа | 25 сентября | 25 октября | 23 ноября               | 23 декабря    |                |

* звёздочкой отмечены короткие месяцы (луны) продолжительностью 29 дней. Остальные месяцы длятся 30 дней.